# Мрочко Костянтин Васильович
Костянтин Васильович Мрочко (9 квітня 1984 — 8 березня 2022)  — солдат Збройних Сил України, учасник російсько-української війни, Герой України (посмертно).

## Життєпис
Народився 9 квітня 1984 року. Мешкав у селищі Благодатне Волинської області. Строкову службу Костянтин проходив у 2003 році в танкових військах у Володимир-Волинській механізованій бригаді. У квітні 2014 року одним із перших пішов захищати країну на сході України. Служив у механізованій бригаді. Пройшов Мар'їнку, Маріуполь. Нищив ворога безжально і професійно, заманював ворожі танки в засідки. Виводив колони з Дебальцевого у знаменитому танковому екіпажі уродженця Старовижівщини Миколи Тишика. Тоді вдалось вивести колону наших танків через мінне поле у цьому населеному пункті. Боєць зі своїм екіпажем їхали першими, а решта — їхньою колією. Став одним із найкращих українських танкістів. Костянтин Мрочко героїчно пройшов бої під Іловайськом у складі 51-ї окремої механізованої бригади. Під час другого відрядження у зону бойових дій чергував на блокпостах біля Донецька, Мар'їнки. Коли потрапив утретє в «гарячу точку» — пристрілював військову зброю, «дотягував» танки на Чугуївському полігоні Харківщини у складі 14-ї бригади.
З початком широкомасштабного військового вторгнення РФ в Україну повернувся з Ізраїлю, де перебував на заробітках, і пішов у рідний підрозділ танкістом захищати рідну землю: воював на Київщині. 8 березня 2022 року у селищі Макарів точились жорсткі, запеклі бої. Через це селище російські війська намагались проникнути до столиці. Сили противника переважали, та наші захисники дали відсіч окупанту. Під час безжальної боротьби Костянтин Мрочко загинув. Завдяки його ефективним діям окупанти зазнали болісних втрат.. Залишилися батьки, діти, дружина, та друзі з Ізраїлю де вони там живуть коли він приїхав до Азії.
Похований в рідному селі[джерело?].

## Нагороди
- звання «Герой України» з удостоєнням ордена «Золота Зірка» (2022, посмертно) — за особисту мужність і героїзм, виявлені у захисті державного суверенітету та територіальної цілісності України, вірність військовій присязі.

## Вшанування
Виноградна ферма та виноробне підприємство «Лев Адам» в Ізраїлі присвятили герою сорт вина і назвали його "קוסטיה" («Костя»). На етикетці написано: «Присвячено пам'яті нашого дорогого друга Кості Мрочко. Він був опорою нашої органічної ферми "Лев Адам", сильною людиною з великим серцем і неперевершеною майстерністю. На жаль, у Кості ніколи не буде привілею насолодитися ним. Пам'ять про його міцні руки і ніжне серце живе у цьому вині, у його неповторному освіжаючому смаку». Вино було розлите у пляшки восени 2023 року і складає лімітовану серію із 650 пляшок, одна з них відтепер зберігатиметься в Україні.